# Česká stomatologická komora
Česká stomatologická komora (ČSK) je nezávislou, samosprávnou, nepolitickou, stavovskou organizací s povinným členstvím. ČSK byla zřízena 21. 9. 1991 zákonem č. 220/1991 Sb., sídlo má v Praze v domě, který se jmenuje po Apolence, patronce zubních lékařů. ČSK sdružuje zubní lékaře zejména za účelem ochrany společných zájmů, odbornosti a etiky povolání.

## Členství v komoře
Česká stomatologická komora sdružuje všechny zubní lékaře v České republice. Také ze zákona zveřejňuje seznam všech zubních lékařů s povinnými údaji. V současné době eviduje 10 500 zubních specialistů (březen 2018). V seznamu je možné vyhledávat nebo jej filtrovat podle geografické blízkosti, zaměření lékaře, pojišťovny, poskytované péče a podle příjmení.
Komora stanovuje podmínky k výkonu soukromé stomatologické praxe a potvrzuje splnění podmínek k výkonu povolání zubního lékaře. Řeší stížnosti a má disciplinární pravomoc vůči svým členům. Pro zvyšování odbornosti svých členů provozuje vzdělávací středisko.
Komora je řádným členem Světové federace zubních lékařů (FDI – World Dental Federation), ERO (European Regional Organisation of FDI), CED (Council of European Dentists), ADEE (Association for Dental Education in Europe) a CECDO (Council of European Chief Dental Officers). Vydává časopis „LKS“, který rozesílá zdarma všem svým členům. Od roku 1997 uděluje jednou za čtyři roky na slavnostním sněmu k ukončení funkčního období volených orgánů čestný titul Osobnost české stomatologie.

## Struktura ČSK
Komora je budována na územním principu. Základním organizačním článkem je oblastní stomatologická komora (OSK) s vlastní samosprávou. OSK je v současnosti 61. Nejvyšším orgánem ČSK je sněm (92 členů), jeho členové jsou voleni v oblastních stomatologických komorách. Sněm volí prezidenta, viceprezidenta, představenstvo (15 členů), revizní komisi (7 členů) a čestnou radu (9 členů). Funkční období všech orgánů je čtyřleté. ČSK zastupuje navenek prezident, v případě jeho nepřítomnosti nebo zaneprázdnění ho v plném rozsahu zastupuje viceprezident nebo v rozsahu pověření, člen představenstva.

## Prezidenti a viceprezidenti ČSK
- 1991–1994 – prezident MUDr. Jiří Pekárek, viceprezident MUDr. Vladimír Kadlec
- 1994–1997 – prezident MUDr. Jiří Pekárek, viceprezident MUDr. Pavel Chrz
- 1997–2001 – prezident MUDr. Jiří Pekárek, viceprezident MUDr. Pavel Chrz
- 2001–2005 – prezident MUDr. Jiří Pekárek, viceprezident MUDr. Pavel Chrz
- 2005–2009 – prezident MUDr. Jiří Pekárek, viceprezident MUDr. Pavel Chrz
- 2009–2013 – prezident MUDr. Pavel Chrz, viceprezident MUDr. Jan Černý
- 2013–2017 – prezident MUDr. Pavel Chrz, viceprezident MUDr. Robert Houba, Ph.D.
- od 2017 – prezident doc. MUDr. Roman Šmucler, CSc., viceprezident MUDr. Robert Houba, Ph.D.